# Дрейк и Джош в Голливуде
«Дрейк и Джош в Голливуде» (англ. Drake and Josh Go Hollywood) — фильм канала Никелодеон. В главных ролях Дрейк Белл и Джош Пек из телесериала канала Никелодеон «Дрейк и Джош» Премьера состоялась 6 января 2006 года. Фильм был выпущен на DVD 31 января 2006. Согласно TV Guide — фильм получил высшую оценку среди всех программ в первую неделю показа, количество зрителей — 5.6 млн. Пародия на Гарри и Уолтер едут в Нью-Йорк в 1976 году.

## Сюжет
Родители Дрейка Паркера и Джоша Николса улетели в круиз, а их сестра Меган собирается к подруге в Денвер. Джош не знает, о чём писать сочинение «Мое приключение», ведь его жизнь очень скучна. Он просит Дрейка сделать его своим менеджером.
По ошибке братья сажают Меган в самолёт до Лос-Анджелеса. Поняв это, они отправляются следом за ней.
Неизвестные преступники крадут из Казначейства США печатный денежный станок. В самолёте Джош садится рядом с парнем, у которого такой же цифровой проигрыватель, как у него. В суматохе они путают плееры, и Джош берёт чужой.
В туалете Джош встречает продюсера канала TRL, которому нужен певец для передачи. Джош предлагает Дрейка. Дрейк должен быть на записи передачи в 4 часа в Сансет Студиос.
Приехав в отель, Джош понимает, что плеер не его, и вместо музыки там находятся все секретные знаки долларовой купюры, нужные, чтобы в точности подделать её. Парень из самолёта застаёт Дрейка и Джоша в отеле. Они убегают, уехав на чужой машине, принадлежащей, как впоследствии оказалось,Тони Хоуку. Но преступники настигают их в облике агентов ФБР, отбирают плеер и увозят в своё логово. Там братья видят украденный станок. Преступники печатают деньги, а Дрейка и Джоша решают утопить.
В это время Меган находит в номере бумажник одного из преступников, где указан адрес, куда увезли её братьев. Она на лимузине приезжает туда и вызывает полицию, но связь очень плохая.
Меган входит в дом, включает вентилятор, и все напечатанные деньги разлетаются. В хаосе Дрейк и Джош освобождаются, в это время приезжает полиция и задерживает преступников.
Менеджер Тони Хоука разрешает братьям доехать до Сансет Студиос в Голливуде на машине Тони, чтобы не опоздать на запись песни. Полицейский даёт им эскорт. Они успевают и Дрейк выступает на телевидении с новой песней «Hollywood Girl».

## В ролях
| Актёр              | Роль                  |
| ------------------ | --------------------- |
| Дрейк Белл         | Дрейк Паркер          |
| Джош Пек           | Джош Николс           |
| Миранда Косгров    | Меган Паркер          |
| Джонатан Голдстайн | Уолтер Николс         |
| Нэнси Салливан     | Одри Паркер-Николс    |
| Джон Йорк          | Мило МакКрери         |
| Мэтт Ньютон        | Диган                 |
| Ник фон Эсмарч     | Брайсс                |
| Джорж Лоис Эбрю    | А’Ли                  |
| Джордан Белфи      | искатель талантов MTV |
| Колин Керли        | секретарь MTV         |
| Дилан Макензи      | охранник              |
| Майкл Ральф        | шеф полиции           |
| Тони Хоук          | в роли самого себя    |

## Музыка
Кроме музыки, написанной для фильма Майклом Коркораном, в фильме было ещё несколько песен:
- «Steppin' Out» — Safety Orange
- «To Save a Man» — Safety Orange
- «Boyz» — Saucy Monky
- «Find Your Own» — A Million Seeds
- «A Little Bit Lonely» — Джули Гриббл
- «It’s True» — Odds Against Tomorrow
- «Hollywood Girl» — Дрейк Белл
- «Don’t Preach» — Дрейк Белл
- «Get It Right» — Backhouse Mike
- «Highway to Nowhere» — Дрейк Белл
- «Summer Sun» — Safety Orange

## Сиквелы
- «Drake & Josh: Really Big Shrimp» вышел на канале Никелодеон 3 августа 2007. Это часовой эпизод, описывающий, что произошло после выступления Дрейка на TRL.
- Рождественский сиквел вышел 5 декабря 2008 и получил название «С Рождеством, Дрейк и Джош».